# Takahiro Kimura
Takahiro Kimura (japanisch 木村 孝洋 Kimura Takahiro; * 4. April 1957 in der Präfektur Hiroshima) ist ein ehemaliger japanischer Fußballspieler.

## Karriere
Kimura erlernte das Fußballspielen in der Schulmannschaft der Hiroshima Minami High School und der Universitätsmannschaft der Waseda-Universität. Seinen ersten Vertrag unterschrieb er 1983 bei den Mazda (heute: Sanfrecce Hiroshima). Der Verein spielte in der höchsten Liga des Landes, der Japan Soccer League. Am Ende der Saison 1983 stieg der Verein in die Division 2 ab. 1985/86 wurde er mit dem Verein Vizemeister der Division 2 und stieg in die Division 1 auf. 1987 erreichte er das Finale des Kaiserpokal. Für den Verein absolvierte er 55 Erstligaspiele. Ende 1988 beendete er seine Karriere als Fußballspieler.

## Erfolge
Mazda
- Kaiserpokal

Finalist: 1987